# FAdeA
A Fabrica Argentina de Aviones, antes Instituto Aerotécnico; Fábrica Militar de Aviones - FMA e Lockheed Martin Aircraft Argentina, é a mais antiga fabricante de aviões da América Latina, localizada em Córdova, na Argentina.

## Histórico
Sua fundação ocorreu em 10 de outubro de 1927, tendo o governo argentino como sócio majoritário. Em 1995, durante o governo de Carlos Menem, foi concedida para a empresa norte-americana Lockheed Martin.
A concessão seria de 25 anos, mas no dia 24 de março de 2009, o Senado Argentino enviou um projeto de lei para a presidente Cristina Kirchner com a proposta de reestatizar a empresa, o que ocorreu em 17 de dezembro do mesmo ano, quando a empresa recebeu a denominação atual.

## Projetos
A FAdeA desenvolveu inúmeros protótipos de aviões comerciais que nunca foram produzidos em larga escala, passando então a montar aviões sob licença.
Os prefixos utilizados para os aviões locais são:
- Ae, para "Direccion General de Aerotecnica", no período de 1927 a 1936;
- F.M.A., "para Fabrica Militar de Aviones", no período de 1938 a 1946;
- I.Ae, para "Instituto Aerotécnico", no período de 1943 a 1952;
- IA, no período de 1952 até 2007.

### Aviões supersônicos
Foi uma das primeiras indústrias aeronáuticas do mundo a trabalhar com um projeto de aviões supersônico, o FMA I.Ae. 37, construído em 1953.

### Aeronaves e projetos
| Ano                                                      | Modelo                             | Construídos                        | Observações                                                                                                |
| Iniciou como Instituto Aerotecnico                       | Iniciou como Instituto Aerotecnico | Iniciou como Instituto Aerotecnico | Iniciou como Instituto Aerotecnico                                                                         |
| -------------------------------------------------------- | ---------------------------------- | ---------------------------------- | --- |
| 1928                                                     | Avro 504K "Gosport"                | 31                                 | Treinador biplano básico, sob licença. Primeira aeronave construída pela FMA.                              |
| 1930                                                     | Dewoitine D.21                     | 35                                 | Biplano de combate, sob licença.                                                                           |
| 1931                                                     | Ae.C.1                             | 1                                  | Aeronave Civil de transporte (versão inicial); treinador básico (última versão). Primeiro design nacional. |
| 1932                                                     | Ae C2 / Ae.M.E.1                   | 2                                  | Aeronave civil de transporte (C2); treinador básico militar (M.E.1)                                        |
| 1933                                                     | Ae.T.1                             | 3                                  | Aeronave de transporte comercial                                                                           |
| 1934                                                     | Ae.M.O.1                           | 41                                 | monplano de observação                                                                                     |
| 1934                                                     | Ae.M.Oe.1 / Ae.M.Oe.2              | 6+14                               | Variante do Ae.M.O.1, observação e treinamento                                                             |
| 1934                                                     | Ae.C.3                             | 16                                 | Aeronave civil                                                                                             |
| 1935                                                     | Ae.M.B.1 / Ae.M.B.2 Bombi          | 1+14                               | Primeiro bombardeiro construído pela FMA                                                                   |
| 1935                                                     | Ae. M.S.1                          | 1                                  | Aeronave ambulância                                                                                        |
| 1936                                                     | Ae.C.3G                            | 1                                  | Aeronave civil para passageiros.                                                                           |
| 1936                                                     | Ae.C. 4                            | 1                                  | Versão melhorada do protótipo C.3G                                                                         |
| Nome alterado para Fabrica Militar de Aviones            |                                    |                                    | |
| 1940                                                     | Curtiss Hawk 75                    | 20                                 | Fabricado sob licença do fabricante norte-americano do Curtiss Hawk 75                                     |
| 1940                                                     | Focke-Wulf Fw-44J "Stieglitz"      | 190                                | Fabricado sob licença do fabricante alemão Focke-Wulf Fw 44                                                |
| 1940                                                     | F.M.A. 20 "El Boyero" (I.Ae. 20)   | 130                                | Aeronave civil construída pelas "Industrias Petrolini"                                                     |
| 1943                                                     | F.M.A. 21                          | 1                                  | Protótipo de treinador avançado, baseado no norte-americano NA-16-1P fuselage.                             |
| 1943                                                     | I.Ae. 22 "DL"                      | 206                                | Treinador avançado                                                                                         |
| 1945                                                     | I.Ae. 23                           | 1                                  | Protótipo de treinador básico, baseado no Focke-Wulf Fw44J                                                 |
| 1945                                                     | I.Ae. 25 Mañque                    | 1                                  | Assalto/transporte.                                                                                        |
| 1946                                                     | I.Ae. 24 Calquín                   | 100                                | Ataque e bombardeiro leve                                                                                  |
| 1947                                                     | I.Ae. 27 Pulqui I                  | 1                                  | Protótipo de caça a jato, primeiro do tipo construído na América Latina.                                   |
| 1947                                                     | I.Ae. 31 Colibrí                   | 3                                  | Treinador de dois assentos.                                                                                |
| 1948                                                     | I.Ae. 30 Ñancú                     | 1                                  | Caça e ataque (protótipo)                                                                                  |
| 1949                                                     | I.Ae. 32 Chingolo                  | 1                                  | Transporte e treinamento                                                                                   |
| 1949                                                     | I.Ae. 34 Clen Antú                 | 3+1+3                              | Planador, asa voadora. desenhado por Reimar Horten.                                                        |
| 1950                                                     | I.Ae. 33 Pulqui II                 | 5                                  | Primeiro caça desenvolvido na América Latina.                                                              |
| 1953                                                     | I.Ae. 35 Huanquero                 | 2+3+20+9(+1+1)                     | Avião de transporte; variantes "Constancia" e "Pandora", aviões executivos.                                |
| 1953                                                     | I.Ae. 41 Urubú                     | 4                                  | Planador, desenhado por Reimar Horten.                                                                     |
| 1953                                                     | I.Ae. 43 Pulqui III                | 0                                  | Projeto, caça supersônico.                                                                                 |
|                                                          | I.Ae. 36 "Cóndor"                  | 0                                  | Projeto não realizado, transporte civil.                                                                   |
| 1954                                                     | I.Ae. 37                           | 1                                  | Interceptador supersônico com asas delta, desenhado por Reimar Horten. Apenas protótipo.                   |
| 1960                                                     | I.Ae. 38 Naranjero                 | 1                                  | transporte e cargueiro, desenhado por Reimar Horten.                                                       |
| 1953                                                     | I.Ae. 44 "DL" II                   | 0                                  | Treinador avançado (projetado e não construído)                                                            |
| 1959                                                     | I.Ae. 45 Querandí                  | 2                                  | Transporte executivo                                                                                       |
| 1957                                                     | I.Ae. 46 Ranquel                   | 101+116                            | 2 assentos.                                                                                                |
| 1960                                                     | IA 35 Guaraní I                    | 1                                  | Transporte, derivado do I.Ae. 35 "Huanquero"                                                               |
| 1963                                                     | FMA IA 50 Guaraní II               | 1+2+18+14                          | Transporte, derivado do IA 35 Guaraní I                                                                    |
|                                                          | Beechcraft T-34 Mentor             | 75                                 | Treinador, sob licença                                                                                     |
| 1960                                                     | Morane-Saulnier MS-760 Paris       | 48                                 | Trainador, sob licença                                                                                     |
| 1975                                                     | FMA IA 58 Pucará                   | 120                                | Avião leve de ataque.                                                                                      |
| 1990                                                     | Embraer/FMA CBA 123 Vector         | 2                                  | Turbohélice regional de 19 passageiros, com conjunto com a Embraer, apenas protótipos.                     |
|                                                          | FMA SAIA 90                        |                                    | Caça supersônico, apenas no projeto (meados dos anos 1980)                                                 |
| 1984                                                     | FMA IA 63 Pampa                    | 20+12                              | Treinador avançado AT-63, ainda em produção                                                                |
| 1998                                                     | PA-25 "Puelche"                    | 1                                  | Monoposto para pulverização agrícola, fabricado sob licença da Piper (PA-25 Pawnee)                        |
| Nome alterado para Lockheed Martin Aircraft Argentina SA |                                    |                                    | |
| 1999                                                     | A-4AR Fightinghawk                 | 18                                 | Modernização. Outros 18 pela Lockheed Martin, em Pasadena, CA.                                             |
| 2003                                                     | T-34 Mentor                        |                                    | Reforma para as forças aéreas da Argentina e Bolívia.                                                      |
| 2006                                                     | C-130 Hercules                     |                                    | Reforma para as forças aéreas da Argentina e Colômbia.                                                     |
| Nome alterado para FAdeA                                 |                                    |                                    | |
| 2014                                                     | FAdeA IA-100 Malvina               | 1                                  | Protótipo de aeronave de treinamento                                                                       |

## Renacionalização
Alegando graves violações do contrato pela concessionária, o governo argentinou justificou a rescisão unilateral por parte do Estado. Em 17 de dezembro de 2009, a lei número 26.501, aprovada pelo Congresso, autorizou a recompra das ações junto à Lockheed Martin. Foi divulgado que as metas de produção de aeronaves militares civis seriam mantidas.
Em 2007 surgiu a notícia de que o governo argentino estaria buscando uma parceria com a brasileira Embraer. Apesar dos rumores a notícia não foi confirmada oficialmente.

## Crise
Sem novos projetos e com dificuldades de comercialização de suas aeronaves ainda em produção, o governo argentino cogitou o fechamento da FAdeA. Porém, a ideia não foi adiante.
A empresa tentou vender aeronaves de treinamento Pampa para alguns países, como Paraguai e Guatemala, sem sucesso.

## Aviões em produção
- IA 63 Pampa - avião de treinamento de motor a jato.
- PA 25 "Puelche" - avião agrícola para pulverização, produzido sob licença da Piper Aircraft (PA-25 Pawnee).[10]

## Galeria de imagens

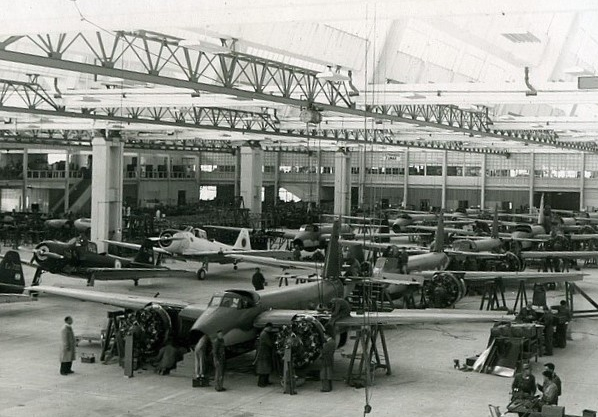
Linha de produção anos 1940
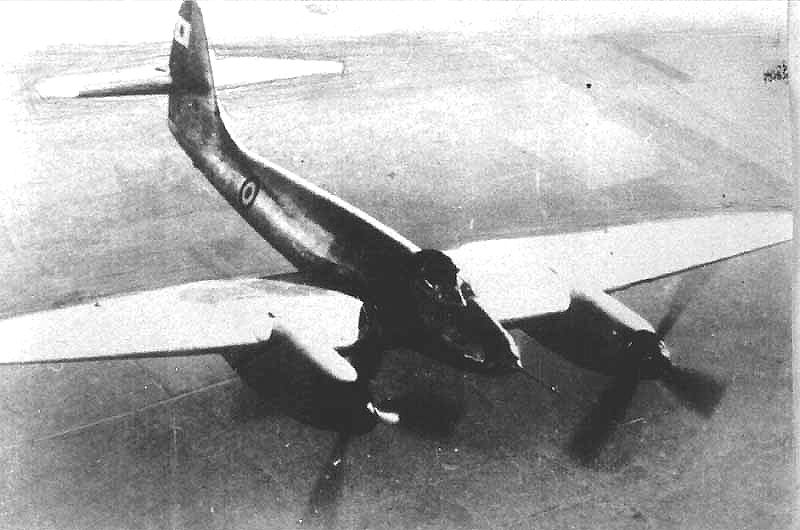
I.Ae. 30 Ñancú
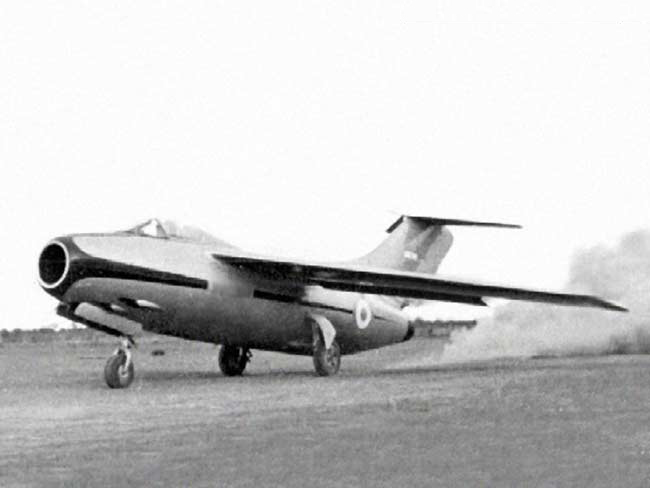
FMA IAe 33 Pulqui II
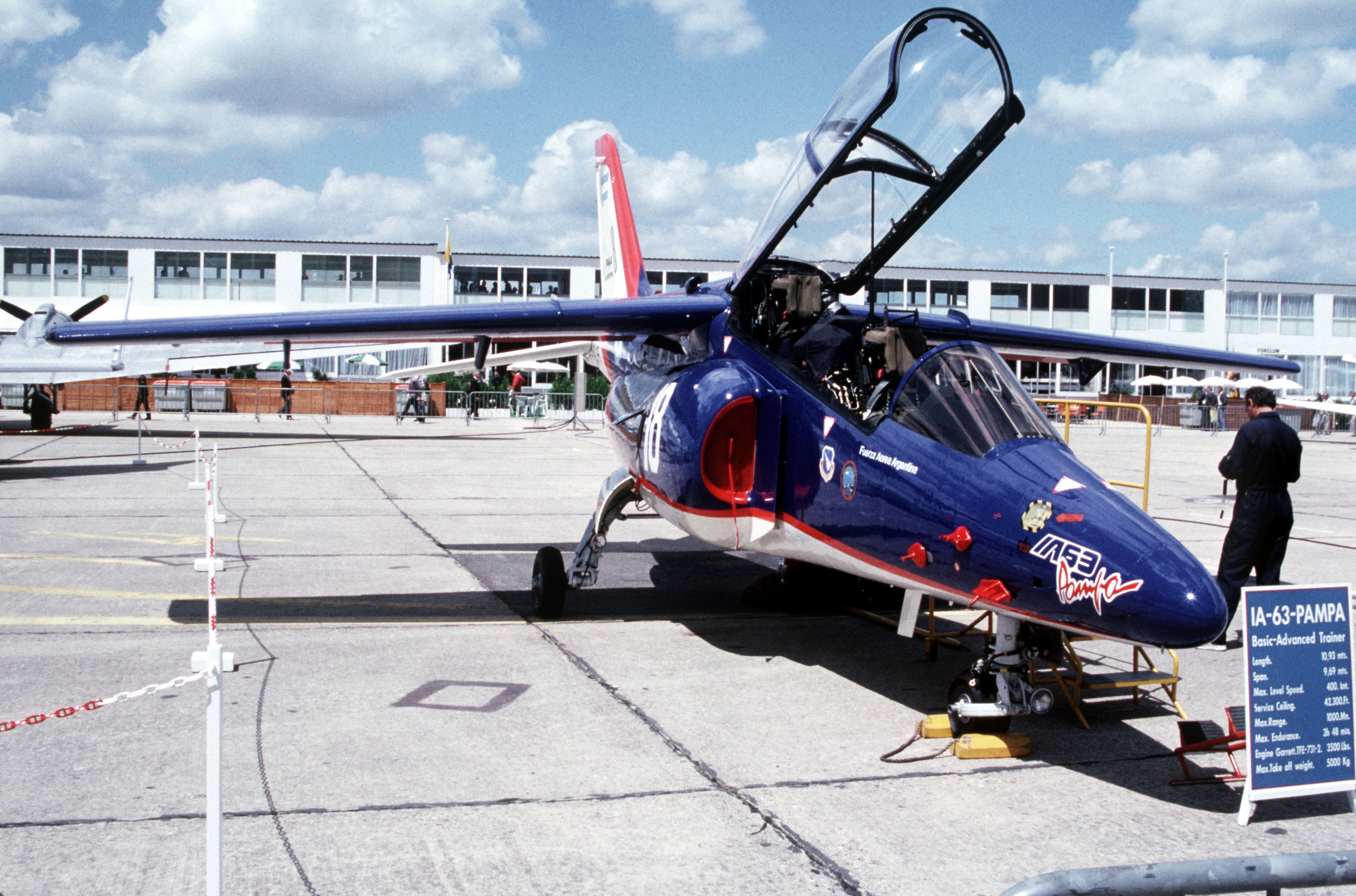
FMA IA 63 Pampa, Paris Air Show, 1991
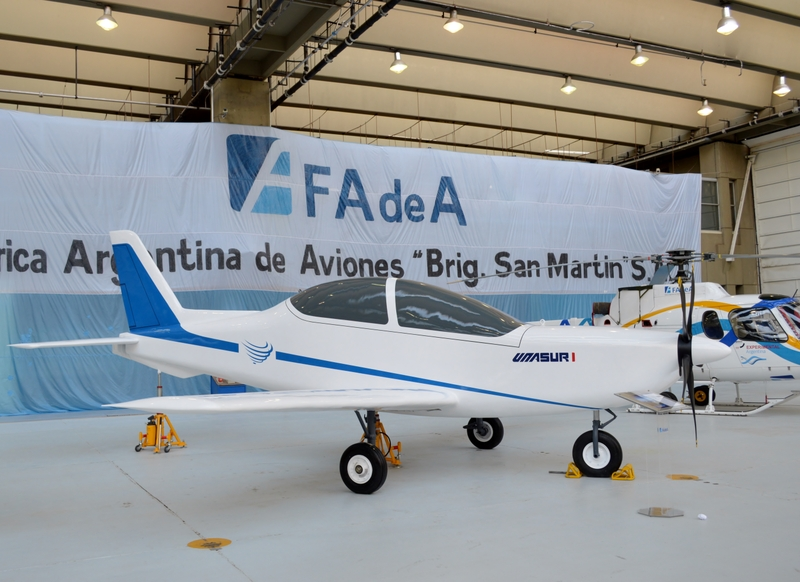
FAdeA I.A. 73 Unasur I
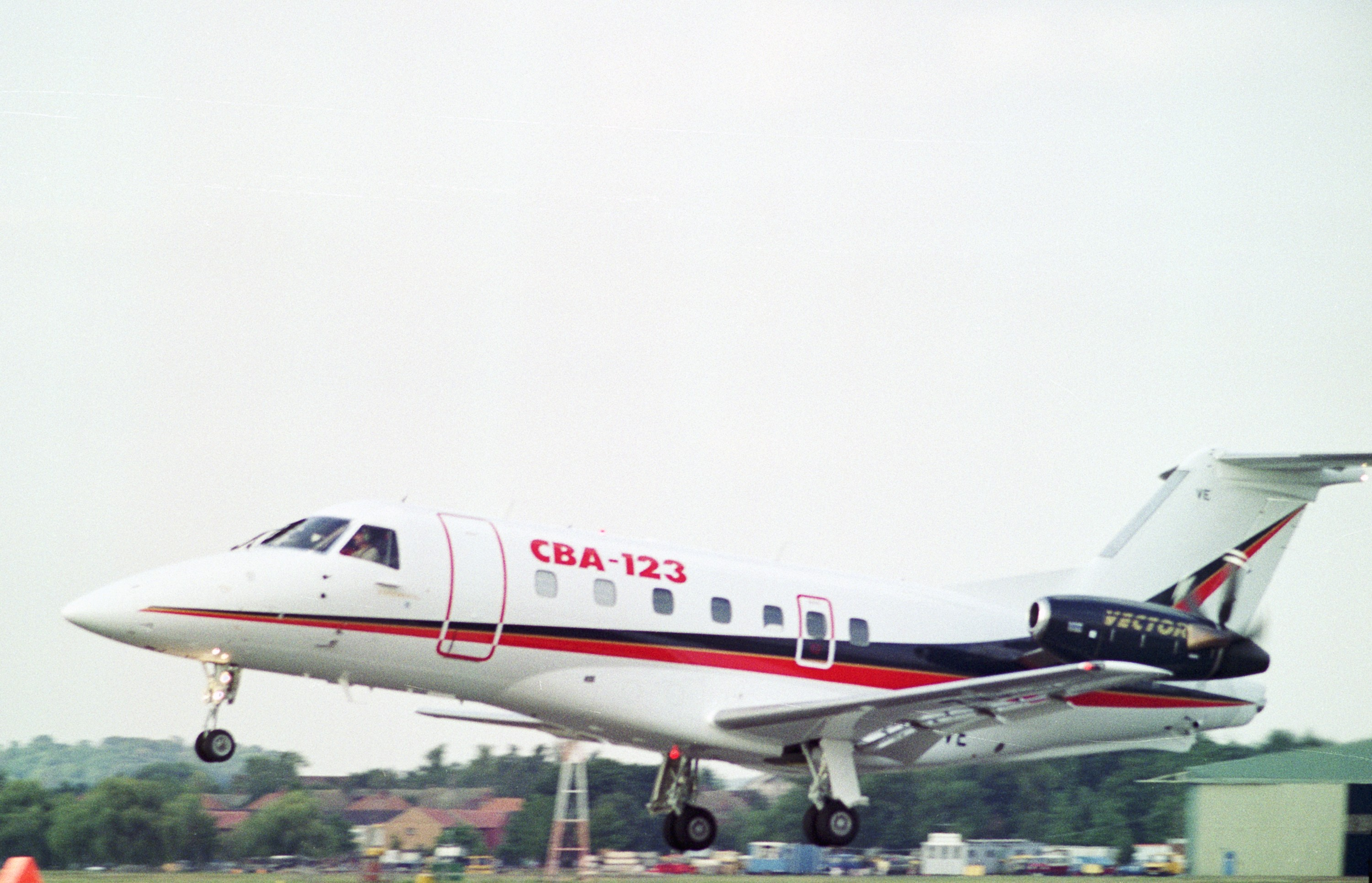
CBA-123 "Vector", em parceria com a Embraer
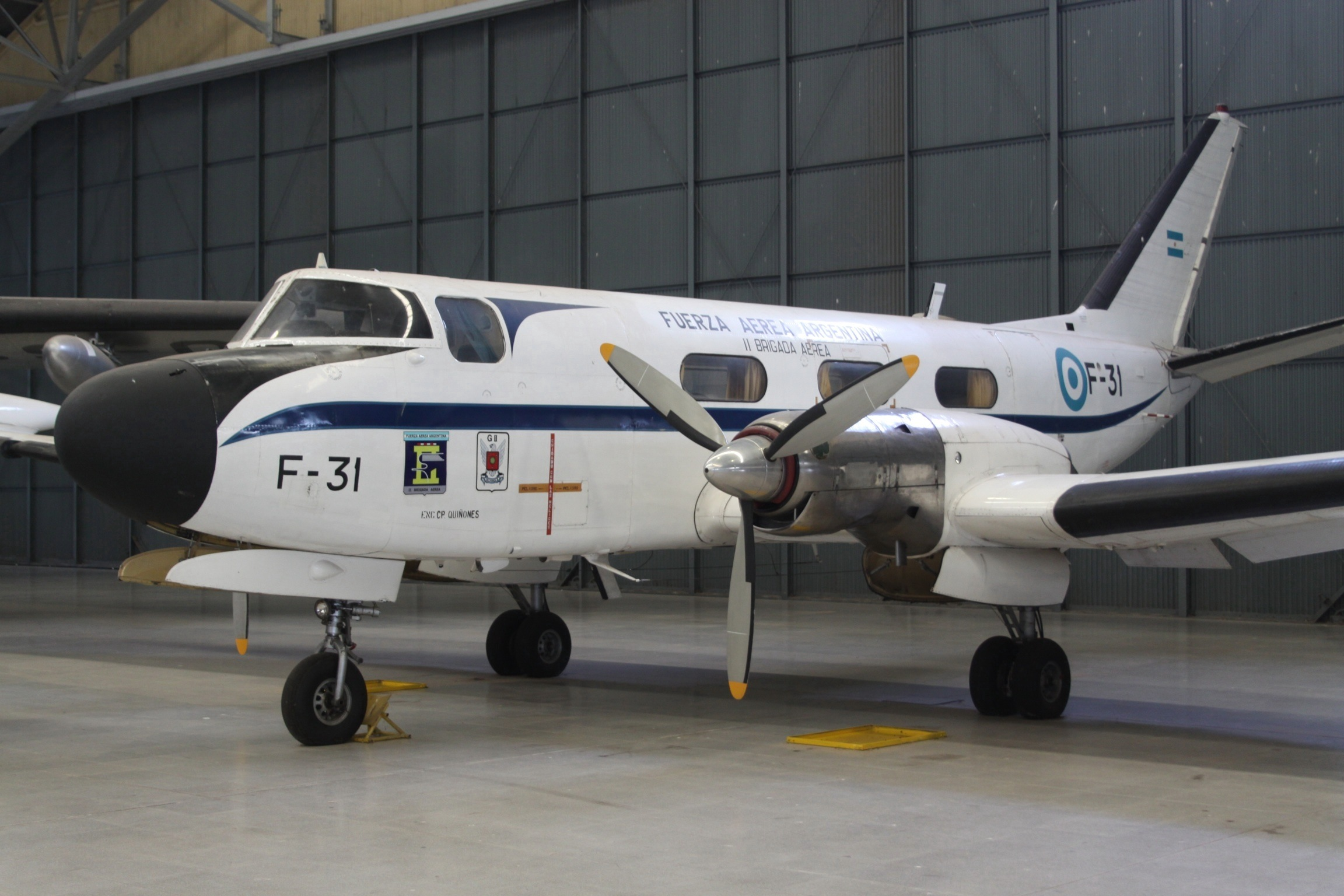
FMA-IA50
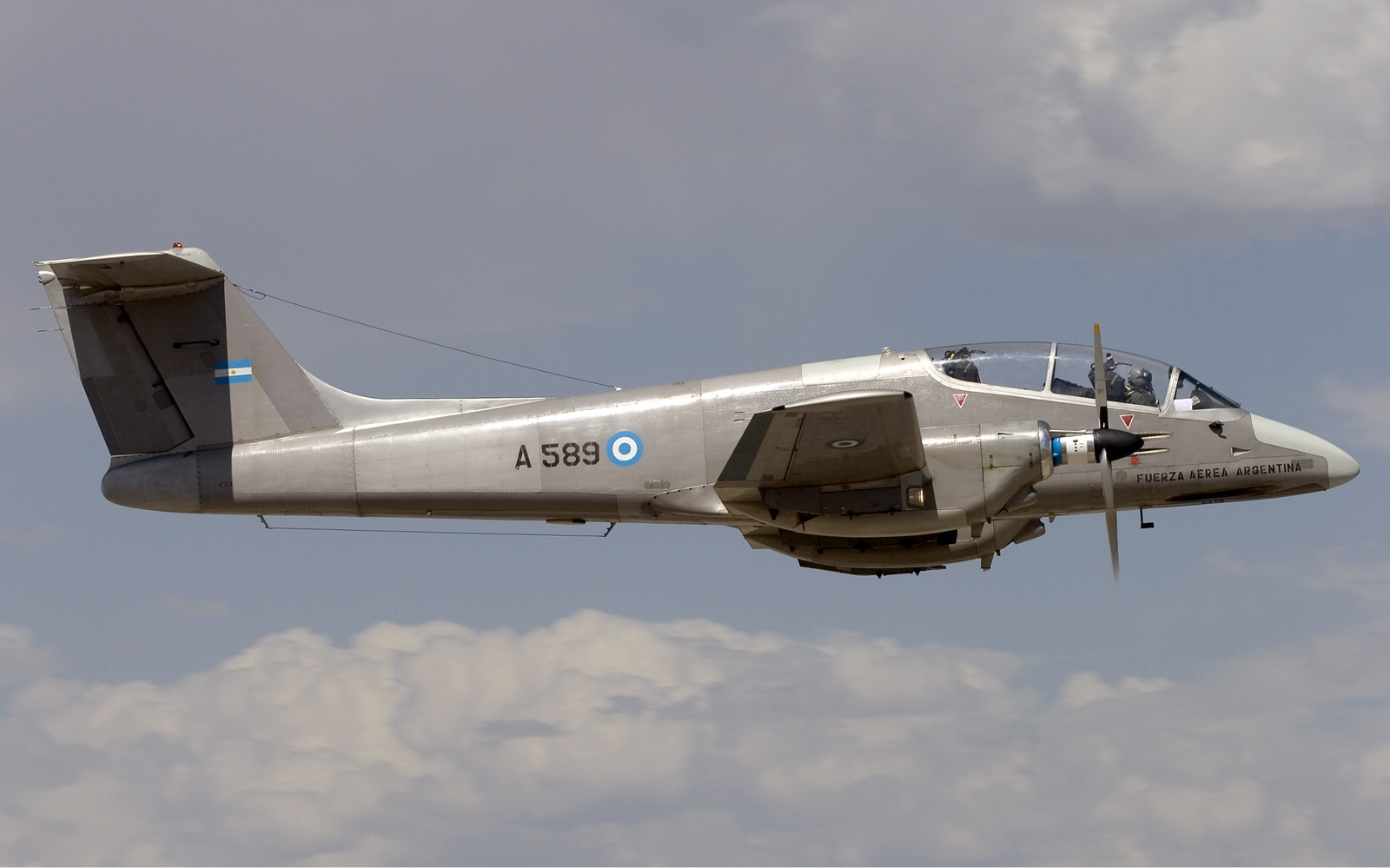
FMA IA-58A "Pucara"
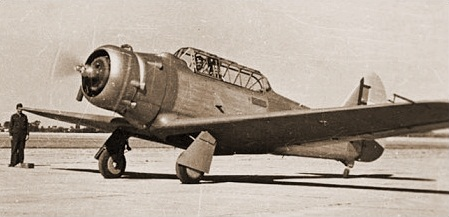
FMA-21
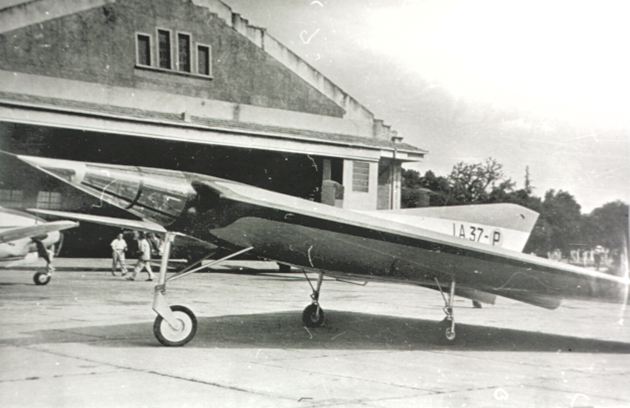
IAe-37, avião supersônico de 1953
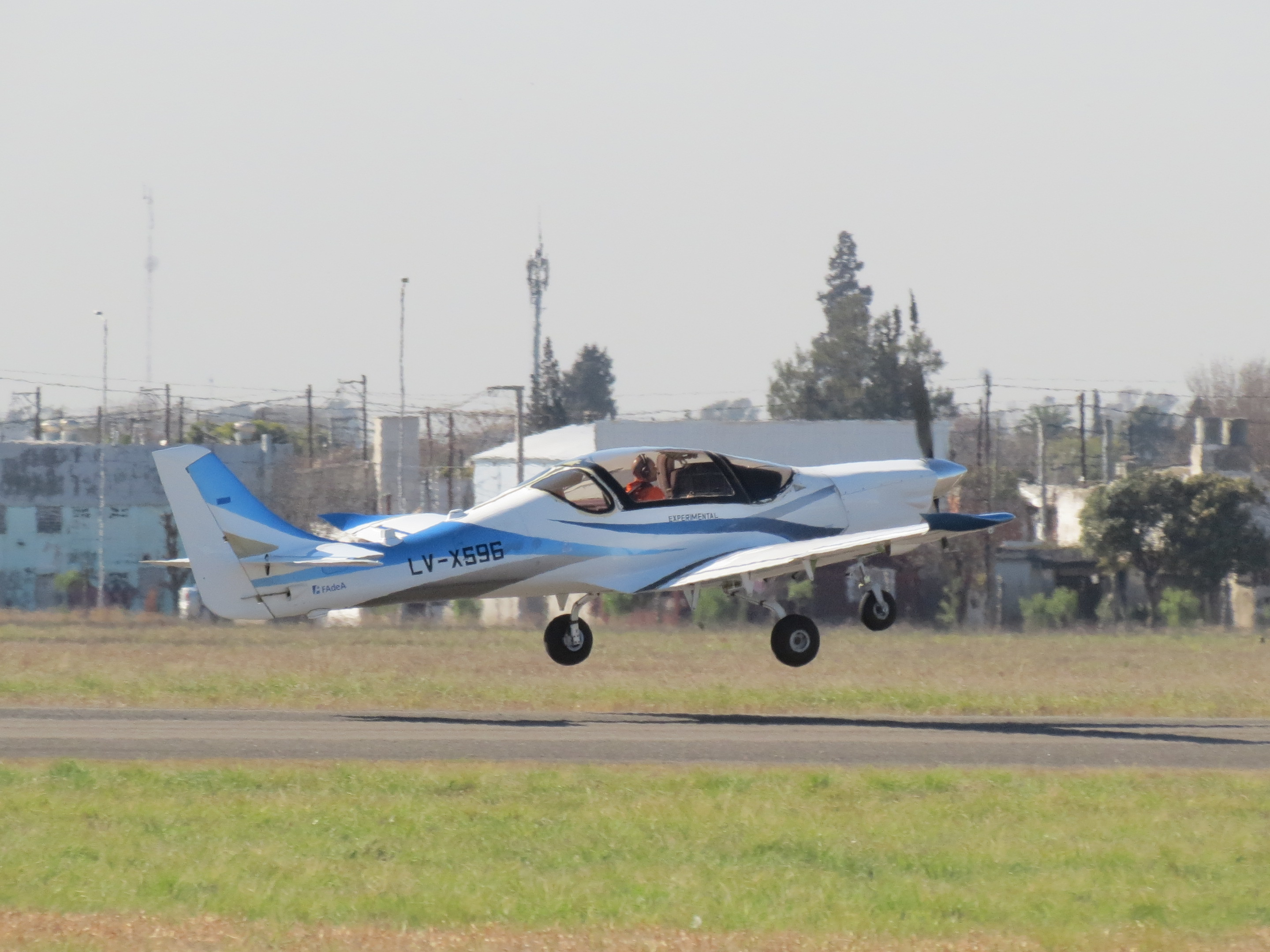
IA-100 "Malvina"